# ماجي عشماوي
ماجي عشماوي (مواليد 1 أكتوبر 1992)  هي لاعبة رماية مصرية. في عام 2019، مثلت مصر في الألعاب الأفريقية 2019، وفازت بالميدالية الذهبية. كما فازت بالميدالية الذهبية في حدث الزوجي المختلط مع أحمد كامار.

## روابط خارجية
- ماجي عشماوي على موقع الاتحاد الدولي (الإنجليزية)
- ماجي عشماوي على موقع أوليمبيديا (الإنجليزية)